# 新都心公園
新都心公園（しんとしんこうえん）は、沖縄県那覇市おもろまちにある都市公園（総合公園）である。

## 概要
2001年6月に天久公園（仮称）として供用が開始された。1987年5月に全面返還された米軍牧港住宅地区の跡地に造成された那覇新都心内に立地する公園である。2005年6月には正式名称として新都心公園へ変更された（名称変更の経緯は#名称を参照）。
新都心内に立地する9つの公園の中では最も規模が大きく、それゆえ那覇市の防災公園としての役割も担っている。多目的広場は災害時に大型車両が進入することやヘリポートとして使用することを前提に、芝の路盤材には荷重耐性のあるメッシュエレメントが使用されており、那覇市緑化センター地下には災害備蓄品の保管倉庫が設置されている

。
また、公園内に設置されている2つの歩行者専用の橋（おもろ天空橋、おもろ花風橋）は、災害時の避難路や緊急車両用の道路として利用できるよう設置されている
。

## 沿革
- 2001年6月7日 天久公園（仮称）として供用開始。
- 2003年11月4日 多目的広場供用開始。
- 2005年6月1日 新都心公園へ名称変更。
- 2006年5月15日 おもろ天空橋開通式。

## 公園内設備・施設
- テニスコート
- 多目的広場
- バスケットボールコート
- スケートボードコート
- ジョギングコース - 通常のアスファルトとは異なり、柔らかい特殊舗装が施されている。
- 那覇市緑化センター
- おもろ天空橋 - 歩行者専用道路であり、おもろまち駅と新都心公園とを結ぶ橋。
- おもろ花風橋 - 歩行者専用道路であり、黄金森公園と新都心公園とを結ぶ橋。

## 周辺施設
- 那覇メインプレイス
- 沖縄県立博物館・美術館
- 沖縄県立那覇国際高等学校
- 那覇市役所銘苅庁舎

## 公共交通機関
モノレール
- 沖縄都市モノレール線おもろまち駅

路線バス（括弧内は停車路線）
- 新都心公園前バス停（10番）
- 銘苅一丁目バス停（8番・10番）
- 県立博物館前バス停（3番・7番・10番・11番（一部）・21番・200番・223番・227番・228番・234番・235番・263番・287番）

## 名称
供用時の公園名は「天久公園」であったが、この名称は1987年12月の都市計画決定時に決められたものである。1991年2月に行われた事業認可時にもこの名称が使われたが、あくまで都市計画、公園整備事業認可名称であり、仮称という扱いになっていた。そのため事業完了後の2003年度以降に名称を変更することが検討されていた。
名称の変更に関しては、1998年11月に住民側から銘苅羽衣伝説の由来を残すため「銘苅羽衣公園」にするよう要請されていた。また、同年12月には公園が立地する町名を当時予定されていた「おもろまち3丁目」から「銘苅1丁目」へ変更する要請も出されていた。
最終的に町名に関しては1999年6月に当初予定されていた名称となっており、公園名も所在地の町名が銘苅とならなかったことから「銘苅」が含まれる名称とはならず、2005年6月をもって公園が立地する那覇新都心を由来とする「新都心公園」が正式名称となった。
なお、「天久公園」の仮称であった時は、「天久運動公園」や「天久総合公園」という名称も使用されていた

。